# Blaise Reuterswärd
Carl Bengt Blaise Reuterswärd, född 25 oktober 1961, är en svensk fotograf som fotograferat för ett flertal stora modemagasin, bland annat amerikanska, franska, tyska och japanska Vogue. Han har även själv arbetat som fotomodell.
Blaise Reuterswärd är son till konstnären Carl Fredrik Reuterswärd samt dotterson till arkitekten Nils Tesch. 